# Chaetodus allsoppi
Chaetodus allsoppi är en skalbaggsart som beskrevs av Martinez 1988. Chaetodus allsoppi ingår i släktet Chaetodus och familjen Hybosoridae. Inga underarter finns listade i Catalogue of Life.